# Rally da Auga de 2021
El Rally da Auga de 2021, oficialmente 8º Rally da Auga - Camiño de Santiago 2021 fue la octava edición, la cuarta cita de la temporada 2021 Súper Campeonato de España de Rally y la segunda de la Copa de España de Rallyes de Tierra. Se celebró del 4 al 5 de junio y contó con un itinerario de nueve tramos que sumaban un total de 122,78 km cronometrados.
Por primera vez el parque de asistencia de la prueba se instaló en el Recinto Ferial de Amio (Santiago de Compostela) mientras que la ceremonia de salida se efectuó en el ayuntamiento de Arzúa y el parque de reagrupamiento en O Pino.
Más de cien equipos se inscribieron en la prueba donde destacaron nombres como el catarí Nasser Al-Attiyah los españoles José Antonio Suárez, Iván Ares, Eduard Pons o el mexicano Ricardo Triviño, entre otros.
José Antonio Suárez lideró la prueba de principio a fin sin conceder opciones a sus rivales. Nasser Al-Attiyah terminó por detrás a 45 segundos e Iván Ares fue tercero a más de un minuto. La ausencia de Jan Solans supuso un paso importante para Suárez de cara a la lucha por el título del S-CER.

## Itinerario
| Día   | Tramo | Nombre            | Distancia | Hora  | Ganador             | Tiempo  | Líder               |
| Día 1 |       |                   |           |       |                     |         |                     |
| ----- | ----- | ----------------- | --------- | ----- | ------------------- | ------- | ------------------- |
| Día 1 | TC1   | Arzúa             | 8,74 km   | 18:18 | José Antonio Suárez | 7:48.1  | José Antonio Suárez |
| Día 2 | TC2   | Touro             | 16,11 km  | 08:53 | José Antonio Suárez | 11:17.7 | José Antonio Suárez |
| Día 2 | TC3   | A Mina            | 10, 63 km | 09:23 | José Antonio Suárez | 6:59.6  | José Antonio Suárez |
| Día 2 | TC4   | Touro             | 16,11 km  | 11:44 | Nasser Al-Attiyah   | 10:56.4 | José Antonio Suárez |
| Día 2 | TC5   | A Mina            | 10, 63 km | 12:17 | José Antonio Suárez | 6:44.2  | José Antonio Suárez |
| Día 2 | TC6   | Boqueixón-Touro   | 18,13 km  | 16:02 | Pere Roviera        | 8:17.4  | José Antonio Suárez |
| Día 2 | TC7   | Bama-O Pino (TC+) | 12,15 km  | 16:37 | Iván Ares           | 8:00.7  | José Antonio Suárez |
| Día 2 | TC8   | Boqueixón-Touro   | 18,13 km  | 18:44 | Nasser Al-Attiyah   | 12:12.9 | José Antonio Suárez |
| Día 2 | TC9   | Bama-O Pino       | 12,15 km  | 19:19 | Iván Ares           | 7:48.1  | José Antonio Suárez |

## Clasificación final
| Pos.                  | Piloto                   | Copiloto               | Automóvil              | Tiempo                | Diferencia            |
| Clasificación general | Clasificación general    | Clasificación general  | Clasificación general  | Clasificación general | Clasificación general |
| --------------------- | ------------------------ | ---------------------- | ---------------------- | --------------------- | --------------------- |
| 1.                    | José Antonio Suárez      | Alberto Iglesias Pin   | Škoda Fabia Rally2 evo | 1:22:21.8             | 0.0                   |
| 2.                    | Nasser Al-Attiyah        | Mathieu Baumel         | Volkswagen Polo GTI R5 | 1:23:04.0             | +42.2                 |
| 3.                    | Iván Ares                | David Vázquez          | Hyundai i20 R5         | 1:23:35.0             | +1:13.2               |
| 4.                    | Léo Rossel               | Mathieu Maurin         | Ford Fiesta Rally2     | 1:24:02.1             | +1:40.3               |
| 5.                    | Gorka Eizmendi           | Diego Sanjuan          | Škoda Fabia R5         | 1:25:21.1             | +2:59.3               |
| 6.                    | Jean-Michel Raoux        | Laurent Magat          | Škoda Fabia R5         | 1:25:21.1             | +3:57.6               |
| 7.                    | Juan Carlos Quintana     | Yeray Mújica           | Škoda Fabia R5         | 1:26:47.5             | +4:25.7               |
| 8.                    | Cristian García Martínez | Mario González Tomé    | Ford Fiesta N5         | 1:27:12.6             | +4:50.8               |
| 9.                    | Félix Macías             | Alejandro Portela Moro | Škoda Fabia R5         | 1:27:38.9             | +5:17.1               |
| 10.                   | Ricardo Triviño          | «Checo Salom»          | Škoda Fabia Rally2 evo | 1:27:57.9             | +5:36.1               |
| S-CER                 |                          |                        |                        |                       |                       |
| 1.                    | José Antonio Suárez      | Alberto Iglesias Pin   | Škoda Fabia Rally2 evo | 1:22:21.8             | 0.0                   |
| 2. (3.)               | Iván Ares                | David Vázquez          | Hyundai i20 R5         | 1:23:35.0             | +1:13.2               |
| 3. (5.)               | Gorka Eizmendi           | Diego Sanjuan          | Škoda Fabia R5         | 1:25:21.1             | +2:59.3               |
| 4. (7.)               | Juan Carlos Quintana     | Yeray Mújica           | Škoda Fabia R5         | 1:26:47.5             | +4:25.7               |
| 5. (8.)               | Cristian García Martínez | Mario González Tomé    | Ford Fiesta N5         | 1:27:12.6             | +4:50.8               |